# Filigrana (carta)

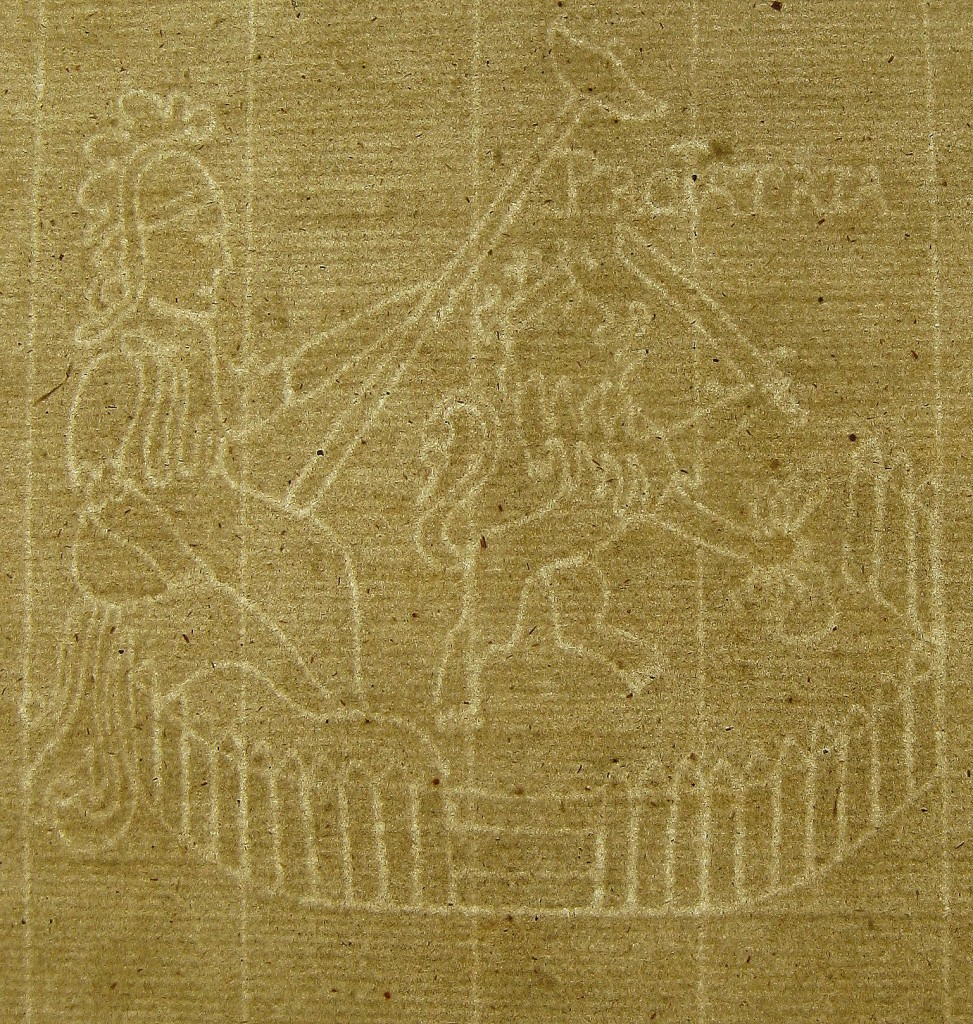
Carta con filigrana istoriata

La filigrana, o carta filigranata, può essere un disegno, o una scritta, o un marchio, realizzato per mezzo di un deposito maggiore o minore di fibre durante la fabbricazione della carta. Oltre a essere un simbolo di qualità per determinati tipi di carta, è oggi usata soprattutto come segno per impedire la contraffazione delle carte valori. Nei manoscritti e negli antichi testi a stampa, la filigrana è il marchio di fabbrica della cartiera che aveva prodotto un determinato foglio di carta. 
Le zone chiare della filigrana sono ottenute con sporgenze modellate sulla tela, mentre le zone scure si realizzano con rientranze; dalla combinazione della filigrana in chiaro con quella in scuro si ha la filigrana a chiaroscuro, che permette di ottenere immagini molto complesse e di difficile contraffazione.
Il termine che si utilizza in italiano deriva dalla tecnica di lavorazione della filigrana, dal momento che il marchio veniva impresso utilizzando, appunto, dei sottili fili di metallo lavorati "a filigrana". 
La filigrana si può ottenere: nella carta a mano modificando il piano metallico della forma, in modo da creare sulla sua superficie zone in rilievo o rientrate; con la forma in tondo utilizzando un cilindro “ballerino” che lascia l'impronta della filigrana sul foglio mentre è ancora umido e provoca così lo spostamento delle fibre sottoposte alla pressione del disegno fissato sulla tela del cilindro ballerino. 

## Storia
L'uso della filigrana, probabilmente originato dal marchio lasciato incidentalmente dalla torsione di un'asticella della forma e chiamato pertanto “segno”, si sviluppa in Italia alla fine del XIII secolo ed è attribuito alla produzione delle cartiere fabrianesi di cui rappresentò una delle innovazioni storiche; i vari segni vennero studiati e catalogati tra la fine del XIX e l'inizio del XX secolo dai fratelli filigranologi Aurelio ed Augusto Zonghi. La più antica testimonianza di carta filigranata risale al 1282.
Nel XVI secolo si diffonde l'uso di segnare con una contromarca la metà del foglio in cui non è presente la filigrana. La contromarca è di norma una filigrana assai semplice indicante le iniziali del fabbricante della carta; nel tempo tuttavia i marchi impressi crebbero per numero, complessità, soggetto e quant'altro poteva contribuire a contrassegnare e "personalizzare" (per i committenti) le partite di carta.
Un repertorio molto importante per lo studio delle filigrane è quello redatto da Charles-Moïse Briquet per quanto gli esemplari analizzati si riferiscano soltanto alle carte d'archivio.

## La codicologia e filigranologia

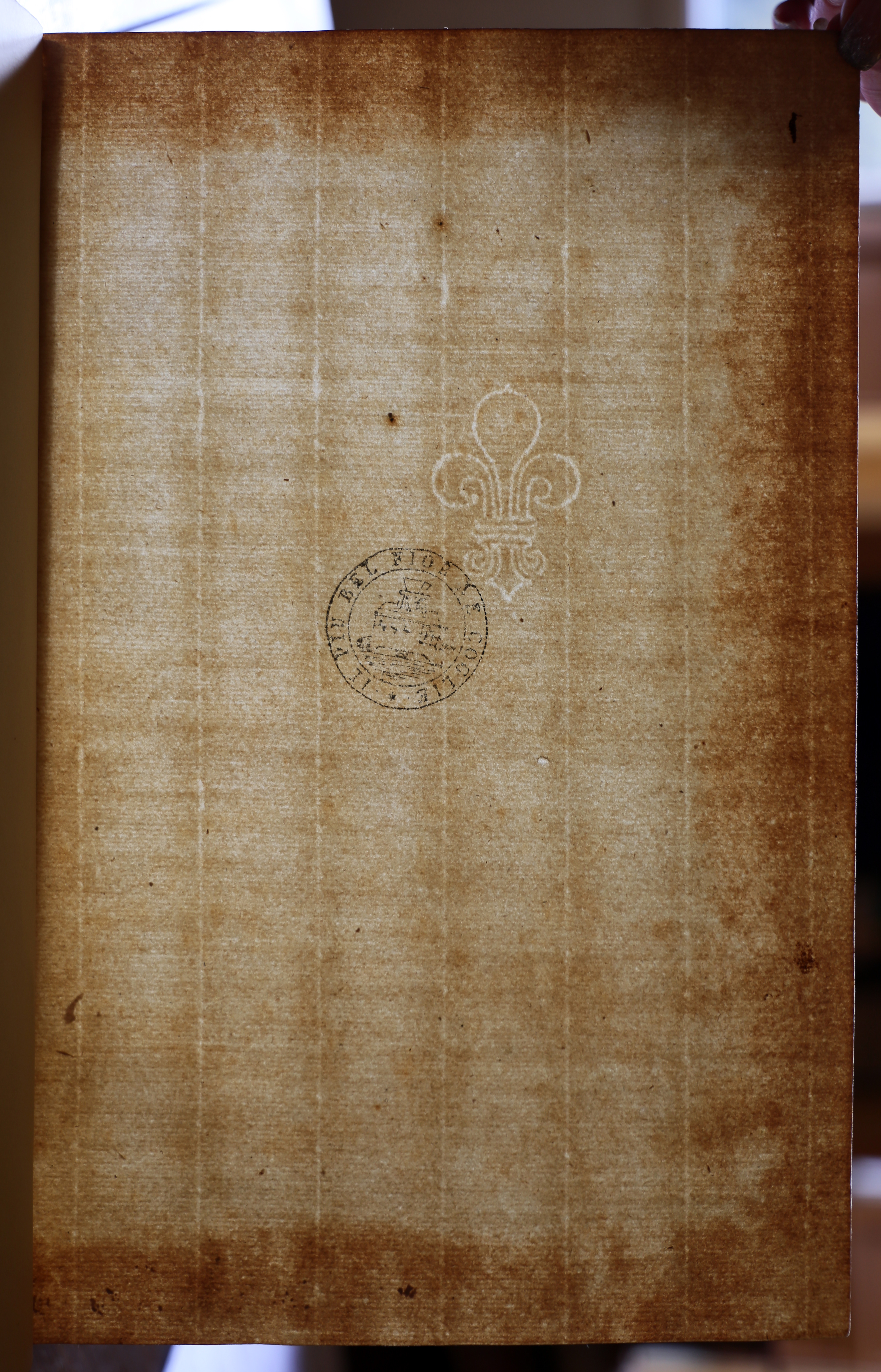
Filigrana in un codice della biblioteca dell'Accademia della Crusca

Nello studio dei testi antichi essa rappresenta un riferimento importante per la datazione e la localizzazione della carta e quindi (sebbene non si possano stabilire rapporti di assoluta necessità) per la ricostruzione della storia dei codici manoscritti o a stampa. Lo studio di questi marchi è il campo di competenza di una scienza ausiliaria alla filologia, denominata "filigranologia".
La filigrana, ricavata inserendo un marchio lavorato nella forma contenente la pasta di stracci, salvo alcune eccezioni non era collocata nel mezzo della forma (o modulo) bensì al centro di una delle sue metà. Stando a questa regola generale, si ha che nel caso di un formato in-folio la filigrana è collocata al centro di una delle due carte del fascicolo, in un formato in-quarto la filigrana è posta al centro lungo la linea di cucitura dei fascicoli, mentre in un formato in-ottavo la filigrana si trova ancora lungo la linea di cucitura, ma nell'angolo superiore o inferiore a seconda dell'orientamento dei fascicoli.

## In filatelia

### Nei francobolli italiani
La prima filigrana del Regno d'Italia è stata la "Corona", utilizzata fino al 1946. Contemporaneamente è stata usata nel periodo umbertino la filigrana "Scudo Sabaudo" per le Marche da bollo, il francobollo speciale per i ricognitori postali, e i francobolli non emessi delle Nozze d'argento di Re Umberto I, e per San Marino, nella serie dedicata all'apertura del Palazzo del Governo.
Nel periodo repubblicano sono state utilizzate fondamentalmente due tipi di filigrana: ruota e stelle.
- La filigrana ruota, utilizzata dalla Luogotenenza al 1954 per tutti i francobolli e le marche da bollo d'Italia e San Marino, esiste di tre tipi, simili tra loro, ma diversi per dimensione e particolari dell'ala interna al disegno filigranato. Ha la particolarità che nel foglio reca le lettere "REPUBBLICA ITALIANA" poste tra un foglio e l'altro, in senso verticale. Sono interessanti i francobolli che hanno in filigrana lettere al bordo per almeno 7-8 decimi (7/10 o 8/10). I valori con piene lettere sono rari e valgono fino a 4 volte il normale, a seconda della loro rarità.
- La filigrana stelle esiste di quattro tipi, molto usati fino al 2003. Il tipo 4 è stato utilizzato anche per i francobolli automatici provenienti da bobine. I vari tipi si riconoscono per l'orientamento delle stelline, che corrono lungo linee rette parallele.